# Ганс Пессер
Йоганн Ерік "Ганс" Пессер (нім. Johann Erik "Hans" Pesser, 7 листопада 1911, Відень — 12 серпня 1986, там само) — австрійський футболіст, що грав на позиції півзахисника за клуб «Рапід» (Відень), а також збірні Австрії і Німеччини. По завершенні ігрової кар'єри — тренер.
Чотириразовий чемпіон Австрії. Чемпіон Німеччини. Володар Кубка Німеччини. Семиразовий чемпіон Австрії (як тренер). Триразовий володар Кубка Австрії (як тренер). Володар Кубка Мітропи (як тренер). 

## Клубна кар'єра
У футболі дебютував 1931 року виступами за команду «Рапід» (Відень), кольори якої і захищав протягом усієї своєї кар'єри гравця, що тривала дванадцять років.  За цей час чотири рази виборював титул чемпіона Австрії, ставав чемпіоном Німеччини, володарем Кубка Німеччини.

## Виступи за збірні
З 1935 по 1937 рік виступав у складі збірної Австрії, зігравши за цей час 8 матчів, забивши 3 голи.
Після Аншлюсу Австрії гітлерівцями, 1938 року дебютував в офіційних матчах у складі національної збірної Німеччини. Протягом кар'єри у національній команді, яка тривала 3 роки, провів у її формі 12 матчів, забивши 1 гол.
У складі збірної Німеччини був учасником чемпіонату світу 1938 року у Франції, де зіграв в першому матчі проти Швейцарії (1-1).

## Кар'єра тренера
Розпочав тренерську кар'єру невдовзі по завершенні кар'єри гравця, 1945 року, очоливши тренерський штаб клубу «Рапід» (Відень). За цей час чотири рази виборював титул чемпіона Австрії і привів команду до володіння Кубком Австрії. Також виграв на чолі «Рапіда» Кубок Мітропи.
1953 року став головним тренером команди «Вінер Шпорт-Клуб», тренував віденську команду сім років. За цей час по два рази виборював титули чемпіона і володаря Кубка Австрії.
Згодом протягом 1960–1967 років очолював тренерський штаб клубу «Адміра» (Відень). За цей час виборов титул чемпіона Австрії.
Останнім місцем тренерської роботи була збірна Австрії, головним тренером якої Ганс Пессер був з 1967 по 1968 рік.
Помер 12 серпня 1986 року на 75-му році життя.

## Титули і досягнення

### Як гравця
- Чемпіон Австрії (4):

«Рапід» (Відень): 1934-1935, 1937-1938, 1939-1940, 1940-1941
- Чемпіон Німеччини (1):

«Рапід» (Відень): 1941
- Володар Кубка Німеччини (1):

«Рапід» (Відень): 1938

### Як тренера
- Чемпіон Австрії (7):

«Рапід» (Відень): 1945-1946, 1947-1948, 1950-1951, 1951-1952
«Вінер Шпорт-Клуб»: 1957-1958, 1958-1959
«Адміра» (Відень): 1965-1966
- Володар Кубка Австрії (3):

«Рапід» (Відень): 1945-1946
«Адміра» (Відень): 1963-1964, 1965-1966
- Володар Кубка Мітропи (1):

«Рапід» (Відень): 1951